# Distribución conjunta

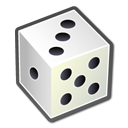
En probabilidad, dados dos eventos aleatorios X y Y, la distribución conjunta de X e Y es la distribución de probabilidad de la intersección de eventos de X e Y, esto es, de los eventos X e Y ocurriendo de forma simultánea.

En probabilidad, dados dos eventos aleatorios X y Y, la distribución conjunta de X e Y es la distribución de probabilidad de la intersección de eventos de X e Y, esto es, de los eventos X e Y ocurriendo de forma simultánea. En el caso de solo dos variables aleatorias se denomina una distribución bivariada, pero el concepto se generaliza a cualquier número de eventos o variables aleatorias.

## Caso discreto
Para variables aleatorias discretas, la función de probabilidad conjunta está dada por la siguiente expresión:
{\displaystyle {\begin{aligned}\mathrm {P} (X=x\ \mathrm {y} \ Y=y)&{}=\mathrm {P} (Y=y\mid X=x)\cdot \mathrm {P} (X=x)\\&{}=\mathrm {P} (X=x\mid Y=y)\cdot \mathrm {P} (Y=y).\end{aligned}}}
Dadas esas probabilidades, se tiene que:
{\displaystyle \sum _{x}\sum _{y}\mathrm {P} (X=x\ \mathrm {y} \ Y=y)=1.\;}

## Caso continuo
Para las variables aleatorias continuas la función de densidad de probabilidad conjunta puede ser escrita como fX,Y(x, y) teniendo:
{\displaystyle f_{X,Y}(x,y)=f_{Y|X}(y|x)f_{X}(x)=f_{X|Y}(x|y)f_{Y}(y)\;}
Donde fY|X(y|x) y fX|Y(x|y) dan la Probabilidad condicionada de Y dado X = x y de X dado Y = y respectivamente, y fX(x) y fY(y) dada la distribución marginal para X y Y respectivamente.
De nuevo, dado que son distribuciones de probabilidad:
{\displaystyle \int _{x}\int _{y}f_{X,Y}(x,y)\;dy\;dx=1.}